# Amerikanskt hönsbär
Amerikanskt hönsbär (Cornus canadensis) är en växtart i familjen kornellväxter och förekommer naturligt från Nordamerika till Grönland, nordöstra Asien och Japan. Arten odlas som prydnadsväxt i Sverige.

## Hybrider
Amerikanskt hönsbär har korsats med hönsbär (C. suecica) och hybriden heter hybridhönsbär (C ×unalaschkensis). Den odlas ibland som prydnadsväxt.

## Synonymer
Arctocrania canadensis (L.) Nakai
Chamaepericlymenum canadense (L.) Asch. & Graebn.
Chamaepericlymenum canadense f. purpurascens Miyabe & Tatew.
Cornella canadensis (L.) Rydb.
Cornus canadensis f. albomacula Lepage
Cornus canadensis f. alpestris (House) Lepage
Cornus canadensis f. aphylla Lepage
Cornus canadensis f. bifoliata Lepage
Cornus canadensis f. connatifolia Lepage
Cornus canadensis f. dutillyi Lepage
Cornus canadensis f. elongata Peck
Cornus canadensis f. florulenta Lakela
Cornus canadensis f. foliolosa Lepage
Cornus canadensis f. infraverticillata Lepage
Cornus canadensis f. medeoloides Lepage
Cornus canadensis f. ornata Lepage
Cornus canadensis f. purpurascens (Miyabe & Tatew.) H.Hara
Cornus canadensis f. ramosa Lepage
Cornus canadensis f. rosea Fernald
Cornus canadensis f. secunda Lepage
Cornus canadensis f. semivirescens J.Cayouette
Cornus canadensis f. virescens Lepage
Cornus canadensis f. viridis B.Boivin
Cornus canadensis subsp. pristina Gervais & Blondeau
Cornus canadensis var. alpestris House
Cornus canadensis var. dutillyi (Lepage) B.Boivin
Cornus canadensis var. intermedia Farr
Cynoxylon canadense (L.) Schaffner
Eukrania canadensis (L.) Raf.